# Sony α200

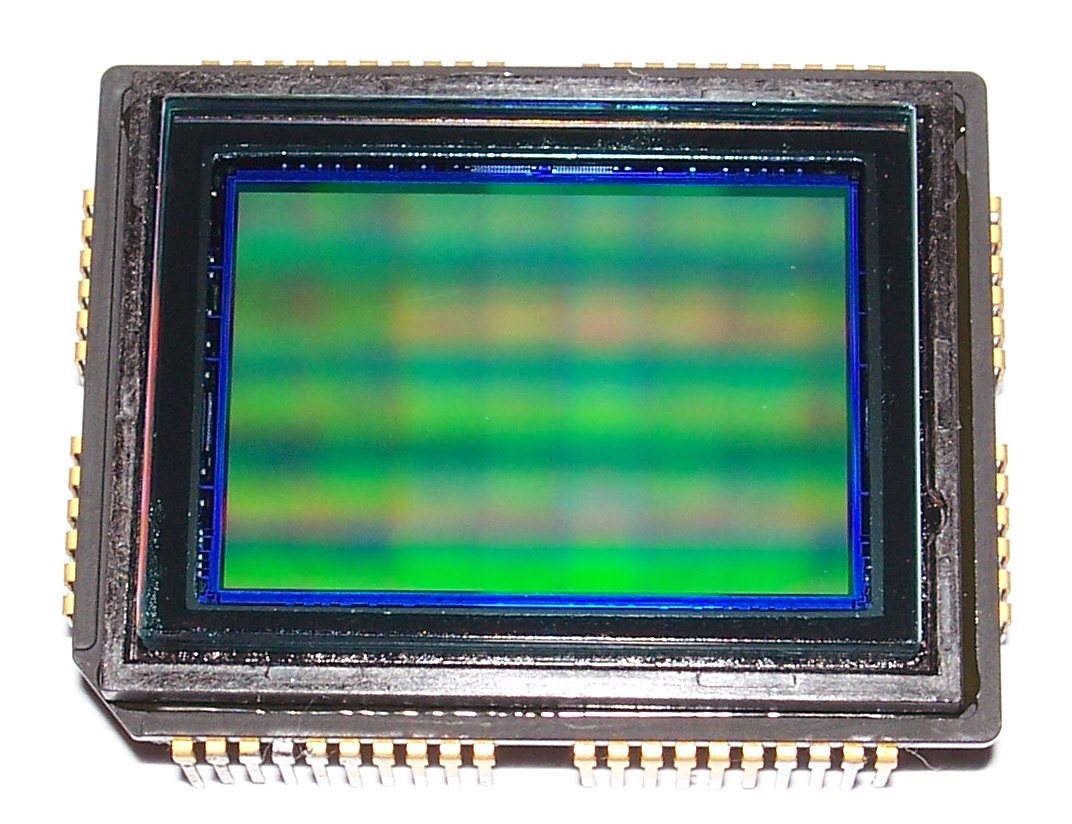
Matryca CCD SONY
ICX493AQA 10,14 (wszystkich 10,75) mega pikseli APS-C 1.8" 28.328mm (23.4 x 15.6 mm) z modułu IS-026 aparatu cyfrowego SONY α (Sony Alpha) DSLR-A200 lub α300 strona czujnika

Sony α200 (oznaczenie fabryczne DSLR-A200) – amatorska lustrzanka cyfrowa (ang. DSLR, Digital Single Lens Reflex Camera) z serii α2xx, produkowana przez japońską firmę Sony od stycznia 2008 do maja 2009. Jej konstrukcja oparta jest na aparacie Minolta Dynax 5 i przejęła większość rozwiązań z tego modelu. Posiada matrycę o rozdzielczości 10.2 megapikseli.
Alfa 200 to jeden z 3 bliźniaczych modeli (α200, α300 i α350) przeznaczony dla początkujących amatorów fotografii. Jej następcami są Sony α230 i następnie α290.

## Cechy aparatu
- 10 MPx matryca CCD formatu APS-C,
- Zakres czułości od ISO 100 do 3200
- Funkcja programowej optymalizacji dynamiki obrazu przez korekcję ekspozycji i kontrastu sceny[1]
- Stabilizacja matrycy wbudowana w korpusie,
- Wyświetlacz LCD 2,7 cala o rozdzielczości 230 400 pikseli
- Akumulator litowo-jonowy InfoLITHIUM pozwalający na wykonanie 750 zdjęć według norm Camera & Imaging Products Association
- Wbudowana lampa błyskowa o liczbie przewodniej 12 z pomiarem błysku TTL lub ADI
- Duże szumy przy wysokich wartościach ISO[2][3].

## Dostępne wersje
- A200, sam korpus – zestaw nie zawierający obiektywu
- A200K – zestaw z obiektywem Sony DT 18-70mm f/3.5-5.6
- A200W – zestaw z obiektywem Sony DT 18-70mm f/3.5-5.6 oraz Sony 75-300mm f/4.5-5.6.

## Nagrody
- TIPA Best D-SLR Entry Level 2008 – Najlepsza lustrzanka dla początkujących w 2008 roku według Technical Image Press Association.